# Borostomias panamensis
Borostomias panamensis es una especie de pez de la familia Stomiidae en el orden de los Stomiiformes.

## Morfología
• Los machos pueden llegar alcanzar los 30 cm de longitud total.

## Alimentación
Se alimenta principalmente crustáceos.

## Hábitat
Es un pez de mar y de aguas profundas que vive hasta 1.800 m de profundidad.

## Distribución geográfica
Se encuentra en el Pacífico oriental (desde Point Conception - California, Estados Unidos - hasta Panamá). También está presente en Chile.